# Johannes der Täufer und Apostel Bartholomäus (Balazé)

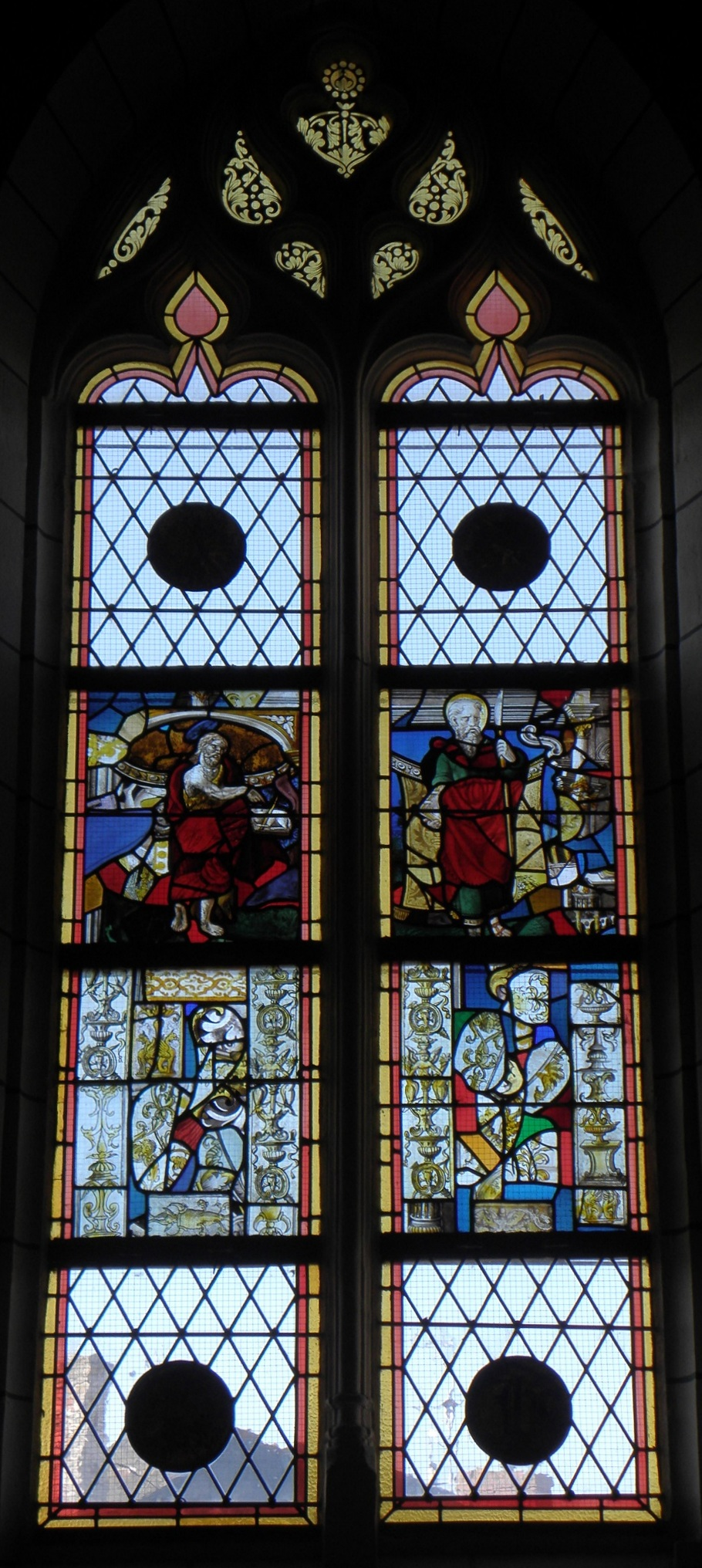
Fenster Johannes der Täufer und Apostel Bartholomäus in Balazé

Das Fenster Johannes der Täufer und Apostel Bartholomäus in der katholischen Pfarrkirche St-Martin in Balazé, einer französischen Gemeinde im Département Ille-et-Vilaine der Region Bretagne, wurde um 1550 geschaffen. Das Bleiglasfenster wurde 1907 als Monument historique in die Liste der geschützten Objekte (Base Palissy) in Frankreich aufgenommen.
Das Fenster Nr. 11 an der Nordseite des Kirchenschiffs wurde von einer unbekannten Werkstatt geschaffen. Es stellt Johannes den Täufer (links) und den Apostel Bartholomäus dar. Das Fenster mit Fragmenten (u. a. Bordüren) unter den Heiligendarstellungen wurde Ende des 19. Jahrhunderts so aus Resten von Glasgemälden des 16. Jahrhunderts zusammengestellt.
Die Scheibe mit Johannes dem Täufer wurde im 19. Jahrhundert stark restauriert und ergänzt. Die Scheibe mit dem Apostel Bartholomäus ist nahezu original erhalten.      

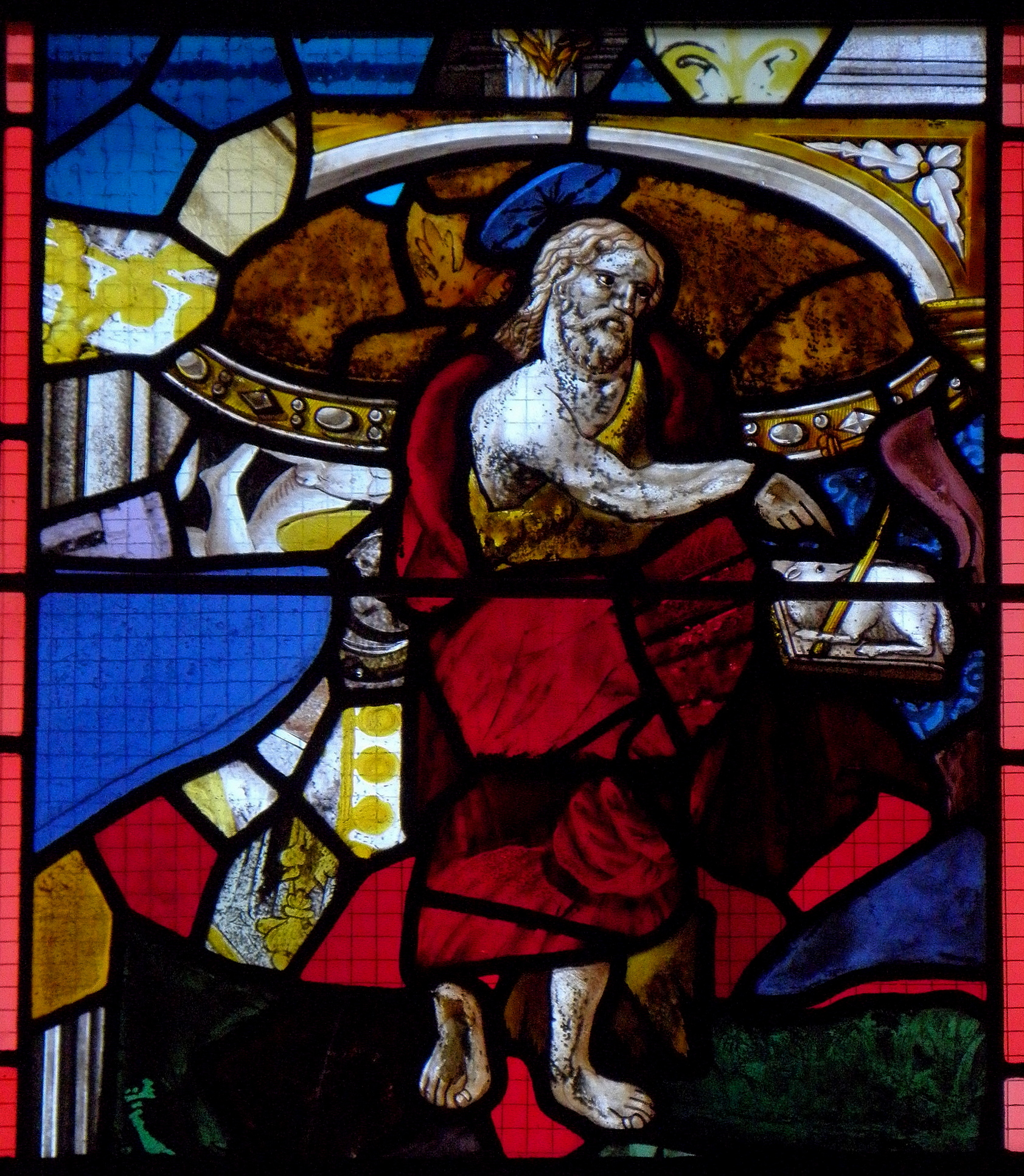
Johannes der Täufer
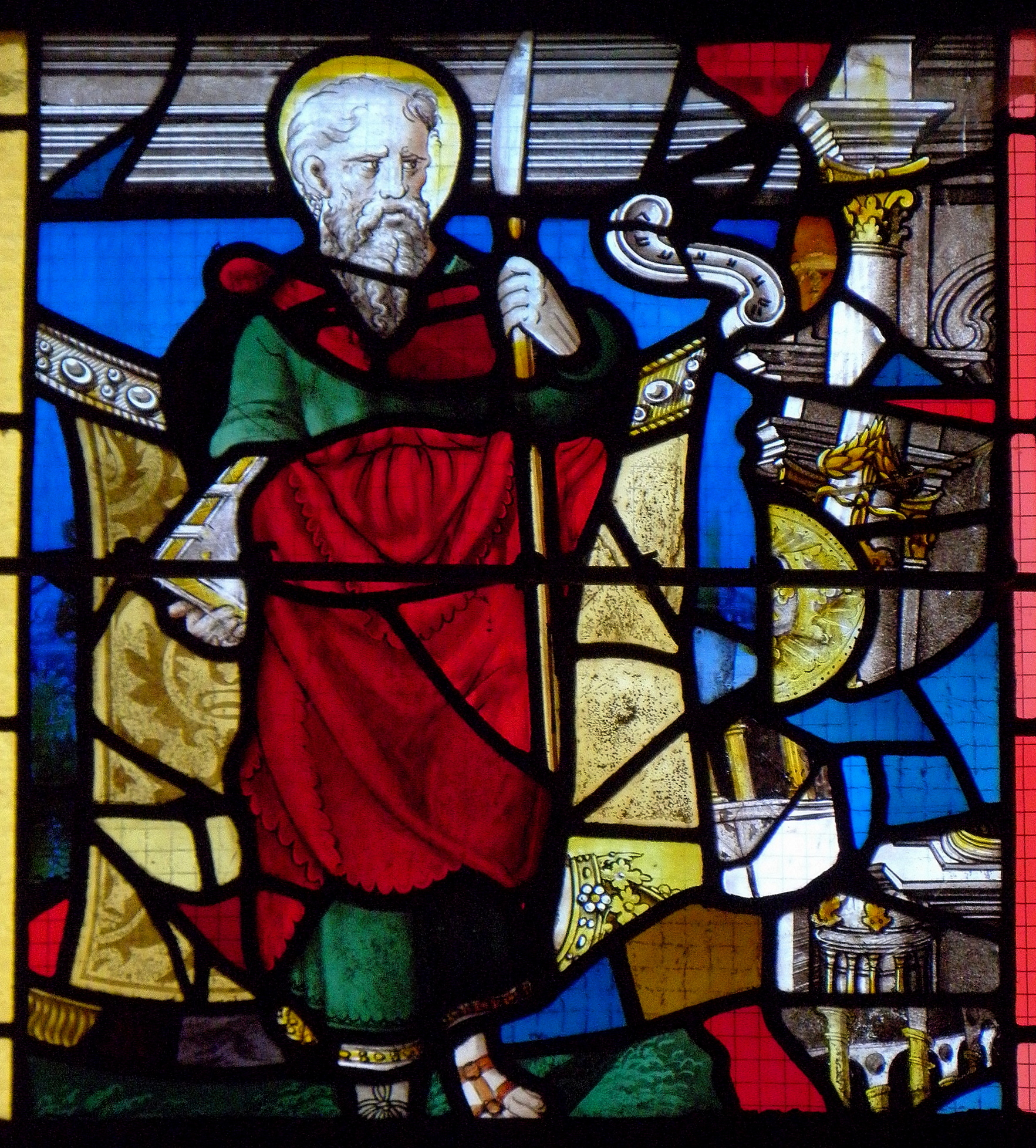
Apostel Bartholomäus